# Acacia porcata
Acacia porcata là một loài thực vật có hoa trong họ Đậu. Loài này được P.I.Frost. miêu tả khoa học đầu tiên.